# Leigh Howard
Leigh Howard (Geelong, 18 de outubro de 1989) é um desportista australiano que compete no ciclismo nas modalidades de pista, especialista nas provas de perseguição por equipas, ómnium e madison; e rota, pertencendo à equipa Orica-GreenEDGE entre os anos 2012 e 2015.
Ganhou nove medalhas no Campeonato Mundial de Ciclismo em Pista entre os anos 2008 e 2019.

## Medalheiro internacional
| Campeonato Mundial | Campeonato Mundial         | Campeonato Mundial | Campeonato Mundial      |
| Ano                | Lugar                      | Medalha            | Competição              |
| ------------------ | -------------------------- | ------------------ | ----------------------- |
| 2008               | Manchester ( Reino Unido)  | Medalha de prata   | Omnium                  |
| 2009               | Pruszków ( Polónia)        | Medalha de ouro    | Omnium                  |
| 2009               | Pruszków ( Polónia)        | Medalha de prata   | Perseguição por equipas |
| 2009               | Pruszków ( Polónia)        | Medalha de prata   | Madison                 |
| 2010               | Ballerup ( Dinamarca)      | Medalha de ouro    | Madison                 |
| 2010               | Ballerup ( Dinamarca)      | Medalha de prata   | Omnium                  |
| 2011               | Apeldoorn ( Países Baixos) | Medalha de ouro    | Madison                 |
| 2012               | Melbourne ( Austrália)     | Medalha de bronze  | Madison                 |
| 2019               | Pruszków ( Polónia)        | Medalha de ouro    | Perseguição por equipas |

## Palmarés em estrada
- 2008
  - 1 etapa do Tour de Berlim
- Coppa Colli Briantei Internazionale

- 2009
  - 3 etapas do Tour do Japão
  - 1 etapa do Tour de Thüringe
- Tour da Eslováquia

- 2010
- Campeonato de Flandres
  - 1 etapa do Tour de Omã

- 2011
  - 1 etapa do ZLM Toer

- 2012
  - 1 etapa da Volta à Grã-Bretanha

- 2013
  - 2 troféus da Challenge Ciclista a Mallorca (Troféu Campos-Santanyí-Ses Salines e Troféu Platja de Muro)
- Grande Prêmio Stad Sint-Niklaas

- 2016
- Clássica de Almeria
  - 1 etapa do Tour dos Fiordos

## Palmarés em pista

### Campeonatos do mundo
2009
- Campeão mundial em Omnium
- Prata em Madison
- Prata em Perseguição por Equipas

2010
- Campeão mundial em Perseguição por Equipas (com Cameron Meyer, Jack Bobridge e Michael Hepburn)
- Campeão mundial em Madison (com Cameron Meyer)
- Prata em Omnium

### Copa do mundo
2008-2009
- Oro Perseguição por Equipas de Pekin (com Glenn O'Shea, Rohan Dennis e Mark Jamieson)
- Ouro em Madisón em Pekin (com Glenn O'Shea)
- Prata em Scratch em Melbourne

2009-2010
- Ouro em Perseguição por Equipas de Pekin (com Luke Durbridge, Michael Hepburn e Cameron Meyer)

### Campeonatos da Austrália
- 2008
- Ouro em Perseguição por Equipas
- Ouro em Scratch
- Ouro em Madison

- 2011
- Ouro em Madison

- 2012
- Ouro em Madison

- 2019
- Ouro em Perseguição por Equipas
- Ouro em Madison

## Resultados nas Grandes Voltas
| Carreira        | 2009 | 2010 | 2011  | 2012 | 2013  | 2014 | 2015 | 2016  | 2017 | 2018 | 2019 |
| --------------- | ---- | ---- | ----- | ---- | ----- | ---- | ---- | ----- | ---- | ---- | ---- |
| Giro d'Italia   | -    | -    | -     | -    | Ab.   | -    | -    | Ab.   | -    | -    | -    |
| Tour de France  | -    | -    | -     | -    | -     | -    | -    | 172.º | -    | -    | -    |
| Volta a Espanha | -    | -    | 151.º | -    | 142.º | -    | -    | -     | -    | -    | -    |

-: não participa 

Ab.: abandono

## Equipas
- Team Jayco-AIS (2009)
- HTC (2010-2011)
  - Team HTC-Columbia (2010)
  - HTC-Highroad (2011)
- Orica-GreenEDGE (2012-2015)
- IAM Cycling (2016)
- Aqua Blue Sport (2017)
- Australian Cycling Academy (2018-2019)
  - Australian Cycling Academy - Ride Sunshine Coast (2018)
  - Australian Cycling Academy - Pro Racing Sunshine C (2019)